# V1500 Cygni
| V1500 Cygni                                             | V1500 Cygni         |
| ------------------------------------------------------- | ------------------- |
| Beobachtungsdaten Äquinoktium: J2000.0, Epoche: J2000.0 |                     |
| Sternbild                                               | Cygnus              |
| Rektaszension                                           | 21h 11m 36,6s       |
| Deklination                                             | +48° 09′ 02″        |
| Helligkeit (V-Band)                                     | 1995: ca. 18 mag    |
| Astrometrie                                             |                     |
| Radialgeschwindigkeit                                   | −40 km/s            |
| Entfernung                                              | ca. 1 kpc ca. 3 kLj |
| Orbit                                                   |                     |
| Umlaufperiode                                           | 0,14 d              |
| Geschichte                                              |                     |
| Entdeckungsdatum                                        | 29. August 1975     |
| Maximale scheinbare Helligkeit als Nova (V-Band)        | ca. 2,2 mag         |
| Weitere Bezeichnungen                                   |                     |
| RX J2111.6+4809                                         |                     |

V1500 Cygni ist ein Doppelsystem im Sternbild Schwan bestehend aus einem Stern und einem Weißen Zwerg in einem engen Orbit, das als AM-Herculis-System eingeordnet wird.
Das System schien Ende August 1975 als Nova Cygni 1975 auf, einer mit dem bloßen Auge sichtbaren Nova, die eine maximale Helligkeit von 2,2 mag erreichte. Sie war damit eine der hellsten und schnellsten Novae, die im 20. Jahrhundert beobachtet wurden. Im Jahr 1995 war die visuelle Helligkeit auf ca. 18 mag abgefallen. V1500 Cygni war die erste Nova, die den stark magnetischen kataklysmischen Veränderlichen (CVs) des Typs AM Herculis (Polar) zugeordnet werden konnte. Es wurde nachgewiesen, dass die in diesen Systemen charakteristische Kopplung zwischen Rotationsperiode des Weißen Zwerges und der Bahnperiode aufgrund des Nova-Ausbruchs aufgehoben ist. Die Rotationsperiode des Weißen Zwerges ist zurzeit um 3,5 Minuten kürzer als die Bahnperiode des Doppelsterns von 201 Minuten, wird aber auf einer Zeitskala von ca. 150 Jahren mit der Bahnperiode synchronisiert. V1500 Cygni zählt damit zu den vier bekannten asynchronen AM-Herculis-Sternen (neben BY Cam, V1432 Aql und CD Ind).